# In ordine di sparizione
In ordine di sparizione (Kraftidioten) è un film del 2014 diretto da Hans Petter Moland.
Il film, che è stato selezionato in concorso alla 64ª edizione del Festival internazionale del cinema di Berlino, narra, con molta ironia, la vicenda di un uomo "normale" che, mosso da un sentimento di vendetta cieco e implacabile, irrompe nel mondo della criminalità per farsi giustizia da sé.

## Trama
Nils Dickman, cittadino modello, alla guida del suo spazzaneve tiene libere le strade di Beitostølen, un tranquillo paese della Norvegia. La sua vita viene però sconvolta dalla scomparsa del figlio Ingvar, trovato morto per overdose. Le autorità non indagano sulla vicenda, ma Nils è convinto che suo figlio non fosse un tossicodipendente e, superato un momento di disperazione, è informato proprio dall'amico di suo figlio, Finn, che Ingvar è stato ucciso da una banda di trafficanti, cui lui, vero obiettivo della ritorsione, è sfuggito per miracolo. Così Nils comincia la sua caccia agli assassini del figlio.
Trovato Jappe, l'esecutore materiale, lo uccide non prima di essersi fatto dire il nome del suo complice, Ronaldo. Questi svela a Nils il nome del corriere della droga, Strike, prima di essere anche lui ucciso. Ucciso il corriere, Nils intende risalire al capo del gruppo criminale, per cui contatta suo fratello Egil. Questi è un ex criminale uscito dal giro che gli dà le istruzioni su come poter assassinare il potentissimo capo dei criminali, il cosiddetto Conte. Nils ingaggia così un sicario, soprannominato il Cinese. Nel frattempo, avendo perso tre uomini e un carico di droga, il Conte non si dà pace e ordina ai suoi di rapire un membro dell'altra banda di trafficanti operante in zona, composta da serbi coi quali per altro vige un accordo di spartizione sempre rispettato. L'uomo catturato, ovviamente, non può svelare nulla ed il Conte, fuori di sé, lo uccide, ignaro che si tratti proprio del figlio del capo, il temutissimo Papa.
Il Cinese, anziché portare a termine il mandato ricevuto da Nils, si vende al Conte svelandogli che chi lo vuole morto è un certo Dickman. Il Conte con questo nome conosce solo Egil, ex collaboratore di suo padre, e si reca da lui per avere spiegazioni. Egil capisce le circostanze e, forse anche perché gravemente malato, si accolla tutta la colpa venendo così giustiziato al posto di suo fratello Nils. Ora il Conte ha il problema di evitare una guerra coi serbi. Invia così a Papa un suo uomo con "in dono" la testa di uno dei suoi più fidi collaboratori, per mettere una pietra sopra alla pericolosa incomprensione. Ma Papa non si accontenta, affermando che l'uccisione di suo figlio può cancellarsi solo con la morte del figlio dell'altro capo, e uccide il latore del "dono".
Intanto, abbandonato dalla moglie e addolorato per l'uccisione del fratello, Nils rapisce Rune, il figlio unico e minorenne del Conte allo scopo di stanarne il padre, ma in pratica sottraendo il ragazzino alla vendetta dei serbi. Per strade diverse, sia la gang del Conte che quella dei serbi risalgono a Nils, finendo per giungere quasi contemporaneamente alla sua abitazione, nei cui pressi, in un desolato paesaggio innevato, avviene un terribile scontro a fuoco, dal quale escono illesi solo il piccolo Rune, poi recuperato dalla polizia, Nils e Papa. Questi ultimi, che erano accomunati da un analogo desiderio di vendetta per l'uccisione del proprio figlio, si allontanano insieme dalla scena della carneficina a bordo dello spazzaneve di Nils, senza dirsi una parola, ma consapevoli entrambi che la loro sete di vendetta è ormai soddisfatta.

## Produzione
Per il film è stato investito un budget pari a 30 milioni di corone norvegesi.

## Accoglienza

### Pubblico
Il film ha incassato 904,4 mila dollari al botteghino.

### Critica
Sull'aggregatore Rotten Tomatoes il film riceve l'85% delle recensioni professionali positive con un voto medio di 7 su 10 basato su 61 critiche, mentre su Metacritic ottiene un punteggio di 74 su 100 basato su 20 critiche.

## Remake
Nel 2019 è stato realizzato un remake di produzione statunitense intitolato Un uomo tranquillo (Cold Pursuit), sempre diretto da Hans Petter Moland, ma con protagonista Liam Neeson.